# Sericoides nitida
Sericoides nitida är en skalbaggsart som beskrevs av Philippi 1864. Sericoides nitida ingår i släktet Sericoides och familjen Melolonthidae. Inga underarter finns listade i Catalogue of Life.